# درنباخ (نوی‌وید)
درنباخ (به آلمانی: Dernbach) یک شهر در آلمان است که در Neuwied واقع شده‌است. درنباخ ۱٬۰۴۶ نفر جمعیت دارد.